# پیمان ددمنشانه: قتل دانیلا پریس
پیمان ددمنشانه: قتل دانیلا پریس (پرتغالی برزیلی: Pacto Brutal - O Assassinato de Daniella Perez) یک مینی‌سریال مستند برزیلی است که در سال ۲۰۲۲ منتشر شد و به قتل بازیگر و هنرمند رقص برزیل «دانیلا پریس»، دخترِ نویسنده و فیلم‌نامه‌نویس برزیلی گلوریا پریس می‌پردازد. این سریال در شهر ریو دو ژانیرو تصویربرداری شده و از دیدگاه مادر دانیلا، به روایت ماجرا می‌پردازد و در آن شهادت‌هایی از برخی هنرمندان مشهور این کشور و همچنین دوستان، خانواده، وکلا، مقامات رسمی و سایر همکاران این بازیگر وجود دارد.

## بازیگران
- گلوریا پریس
- هائول گازولا
- فابیو آسونسائو
- کلاوجیا هایا
- کریستیانا اولیویرا
- الکساندر فروتا
- مائوریسیو ماتار
- ماریتا سورو
- ولف مایا
- اِری جانسون
- روبرتو کارلوس